# Miguel Costa y Llobera
Miguel Costa y Llobera, född 1854 i Pollença, död 1922 i Palma de Mallorca, var en spansk poet. Han har författat en mängd dikter i klassisk stil, de flesta på katalanska, några på kastilianska. Han betraktas allmänt som en nyckelfigur inom  katalansk poesi. 

## Biografi
Costa y Llobera föddes på Mallorca och utbildade sig först till jurist, sedan till präst och blev slutligen kanik på sin hemö 1909. Han valde att odla den romantiska poesin i början. 
Ett exempel på ett sådant romantiskt inflytande är hans volym "Poesies", som inkluderar hans mest hyllade ode, The Pine of Formentor(en) (1885). Dikten, skriven på katalanska, tjänade som en poetisk hyllning till en älskad tall i Formentor, Mallorca, och inspirerade senare författare och målare, som Joan Miró och Anglada Camarasa.
År 1902 fick Costa y Llobera titeln Mestre en Gai Saber efter att ha vunnit tre priser vid de Katalanska blomsterspelen (Jocs Florals). Samma år valdes han in som ledamot i den Spanska kungliga akademien.
År 1906 publicerade han sin viktigaste diktsamling, Horacianes, som en hyllning till den romerske poeten Horatius. Verket består av dikter som, med klassiska versformer, försöker återskapa antikens grekiska och romerska poesi på katalanska. Samlingen fick stort erkännande i Katalonien och beröm från spanska kritiker som Marcelino Menéndez Pelayo, som lyfte fram poetens metriska innovationer och kallade hans verk "bland de bästa som skrivs idag i Spanien".  Även Frédéric Mistral, Nobelpristagare i litteratur 1904, skickade sina komplimanger till Costa i Llobera.
Senare, år 1907, började författaren tillsammans med andra mallorquiner, såsom poeten Maria Antònia Salvà, en pilgrimsfärd genom Mellanöstern som slutade i Palestina och det Heliga landet. 
År 1922 avled han plötsligt medan han predikade i predikstolen i Palma de Mallorca, Spanien. 